# Jann Sjursen
Jann Sjursen (ur. 20 października 1963 we Frederiksbergu) – duński polityk, nauczyciel i działacz społeczny, parlamentarzysta, w latach 1993–1994 minister energii, od 1990 do 2002 lider Chrześcijańskiej Partii Ludowej.

## Życiorys
Kształcił się w Haslev Seminarium (1984–1988). Pracował jako nauczyciel w szkołach katolickich, a także w katolickich organizacjach charytatywnych. Dołączył do Chrześcijańskiej Partii Ludowej, w latach 1987–1989 przewodniczył jej organizacji młodzieżowej. Od 1990 do 2002 stał na czele swojego ugrupowania. W latach 1993–1994 zajmował stanowisko ministra energii w pierwszym rządzie Poula Nyrupa Rasmussena. Od 1998 do 2005 przez dwie kadencje sprawował mandat posła do Folketingetu, do 2003 przewodniczył klubowi poselskiemu partii. W 2007 objął obowiązki sekretarza generalnego duńskiego Caritasu, a w 2010 został przewodniczącym Rådet for Socialt Udsatte, rządowej rady do spraw społecznych.